# Doddakarakamakalahalli, Chintamani
Doddakarakamakalahalli là một làng thuộc tehsil Chintamani, huyện Kolar, bang Karnataka, Ấn Độ.